# Пимштейн, Вероника
Вероника Пимштейн (исп. Verónica Pimstein) — мексиканский продюсер и медиаменеджер, старший вице-президент подразделения испаноязычных программ компании Sony Pictures Television, дочь Валентина Пимштейна.

## Биография
Вероника родилась в семье продюсера Валентина Пимштейна и Виктории Ратинофф. У неё есть брат Виктор и сестра Вивиана. Вероника окончила Университет Анауак в Мехико, получив степень бакалавра в области коммуникаций. Вместе с другими членами семьи она с юных лет участвовала в производстве сериалов отца для мексиканского телевидения. Мать Вероники занималась дизайном костюмов и декораций, её сестра Вивиана писала и исполняла песни, а сама она выступала в качестве продюсера. Свою карьеру в компании Televisa Пимштейн начала с сериала «Дикая Роза», где занимала должность координатора производства, затем работала над телесериалом «Просто Мария» в качестве ассоциированного продюсера. Вместе с отцом Вероника выступила продюсером детского сериала «Карусель», который стал одной из самых рейтинговых программ на мексиканском телевидении. Уже в качестве исполнительного продюсера Пимштейн работала в 1994 году над сериалом «Маримар», который был удостоен премии ACE.
В конце 1990-х годов Пимштейн была похищена в Мехико ради выкупа. После освобождения она приняла решение покинуть Мексику. В 2000 году Вероника окончила школу дизайна интерьеров в Нью-Йорке. В 2000-х годах Пимштейн работала в американской телекоммуникационной компании Univision, где занимала должность исполнительного продюсера драматических постановок. Она отвечала за выбор и разработку сценариев, выбор режиссёров, съёмочной группы, подбор актёров, утверждение мест съёмок, а также курировала сам процесс производства. Среди сериалов, над которыми она работала выделялись «Во имя любви», «Такова жизнь», «Помеченные желанием» и адаптация «Отчаянных домохозяек». 12 сентября 2011 года Пимштейн была назначена старшим вице-президентом подразделения испаноязычных программ компании Sony Pictures Television.

## Личная жизнь
Вероника Пимштейн была замужем за медиаменеджером Джошуа Минтцем. У них двое детей — Даниэла и Алекс.

## Фильмография
- 1987 — Дикая Роза / Rosa salvaje — координатор производства
- 1989 — Просто Мария / Simplemente María — ассоциированный продюсер
- 1989 — Карусель / Carrusel — сопродюсер
- 1991 — Шаловливая мечтательница / La pícara soñadora — ассоциированный продюсер
- 1992 — Американские горки / Carrusel de las Américas — ассоциированный продюсер
- 1994 — Маримар / Marimar — исполнительный продюсер
- 2006 — Во имя любви / Por Amor — исполнительный продюсер
- 2007 — Помеченные желанием / La marca del deseo — исполнительный продюсер
- 2007 — Такова жизнь / Así es la vida — исполнительный продюсер
- 2008 — Отчаянные домохозяйки (Колумбия/Эквадор) / Amas de casa desesperadas — продюсер
- 2010 — Донья Белла / Doña Bella — продюсер
- 2011 — Госпожа горничная / Una Maid en Manhattan — продюсер
- 2013 — Ипохондричка / La Hipocondríaca — исполнительный продюсер

## Награды и премии
| Год  | Награда               | Категория                                      | Работа            | Результат |
| ---- | --------------------- | ---------------------------------------------- | ----------------- | --------- |
| 1995 | ACE                   | Лучшая теленовелла года                        | Маримар           | Победа    |
| 2012 | India Catalina        | Лучшая теленовелла года                        | Донья Белла       | Номинация |
| 2012 | TVyNovelas (Колумбия) | Лучшая теленовелла                             | Донья Белла       | Номинация |
| 2012 | TVyNovelas (Колумбия) | Лучший национальный продукт для внешнего рынка | Донья Белла       | Номинация |
| 2012 | People en Español     | Лучшая теленовелла                             | Госпожа горничная | Номинация |
| 2012 | Tu Mundo              | Теленовелла года                               | Госпожа горничная | Номинация |